# ヘンク・フレイザー
ヘンドリクス・"ヘンク"・フレイザー（Hendrikus "Henk" Fraser、1966年7月7日 - ）は、スリナム・パラマリボ出身の元オランダ代表サッカー選手、サッカー指導者。現役時代のポジションはディフェンダー（センターバック）。

## クラブ歴
スパルタ・ロッテルダムでプロデビューしたが、レギュラーを勝ち取ることができず、1986年にはFCユトレヒト、1988年にはローダJCに移籍した。ここでの活躍が認められ、1990年に強豪フェイエノールトに加入した。
フレイザー加入前のフェイエノールトは非常に不安定だった。前シーズンを11位でフィニッシュし、改革を迫られたフェイエノールトは1990年にフレイザーの他にも、アーノルド・スコルテンやエト・デ・フーイ、ヨアン・サバウらを獲得した。フェイエノールトでの初年度はフレイザーにとって厳しいものとなった。12月のKNVBカップ、ヘラクレス・アルメロ戦では一発退場を、その試合後のロッカールームでチームメイトと取っ組み合いの喧嘩を起こして手首を骨折。数か月の離脱を余儀なくされた。フェイエノールトでの苦い経験から、シーズン終了後にカールスルーエSCへの移籍が取り沙汰されたが、最終的にはフェイエノールトに残留した。
1992年7月、フェイエノールト新監督に、ユトレヒト時代同僚だったヴィレム・ファン・ハネヘムが就任した。ファン・ハネヘムはフレイザーを高く評価し、フレイザーを守備的MFのレギュラーに据えた。シーズン終盤は怪我で離脱したものの、フェイエノールトは10シーズンぶりのリーグ優勝を成し遂げた。その後は高いパフォーマンスを発揮したものの、気性の粗さからくるカードの多さや、負傷癖などがついて回り、フルシーズンを戦うことができず、1998年3月に現役を引退した。

## 代表歴
オランダ代表として6試合に出場している。代表デビューは1989年9月6日のデンマーク代表戦。
1990年、1990 FIFAワールドカップを戦うオランダ代表に選出された。しかし、控え選手としての招集だったため、本大会ではグループリーグ最終節のアイルランド代表戦しか出場していない。

## 個人成績

### 選手成績
| クラブ                 | シーズン     | リーグ戦         | リーグ戦 | リーグ戦 |
| クラブ                 | シーズン     | ディヴィジョン   | 試合     | 得点     |
| ---------------------- | ------------ | ---------------- | -------- | -------- |
| スパルタ・ロッテルダム | 1984-1985    | エールディヴィジ | 8        | 0        |
| スパルタ・ロッテルダム | 1985-1986    | エールディヴィジ | 4        | 0        |
| スパルタ・ロッテルダム | クラブ通算   | クラブ通算       | 12       | 0        |
| ユトレヒト             | 1986-1987    | エールディヴィジ | 30       | 10       |
| ユトレヒト             | 1987-1988    | エールディヴィジ | 28       | 2        |
| ユトレヒト             | クラブ通算   | クラブ通算       | 58       | 12       |
| ローダ                 | 1988-1989    | エールディヴィジ | 31       | 3        |
| ローダ                 | 1989-1990    | エールディヴィジ | 27       | 3        |
| ローダ                 | クラブ通算   | クラブ通算       | 58       | 6        |
| フェイエノールト       | 1990-1991    | エールディヴィジ | 23       | 2        |
| フェイエノールト       | 1991-1992    | エールディヴィジ | 26       | 6        |
| フェイエノールト       | 1992-1993    | エールディヴィジ | 20       | 4        |
| フェイエノールト       | 1993-1994    | エールディヴィジ | 19       | 0        |
| フェイエノールト       | 1994-1995    | エールディヴィジ | 17       | 0        |
| フェイエノールト       | 1995-1996    | エールディヴィジ | 1        | 0        |
| フェイエノールト       | 1996-1997    | エールディヴィジ | 25       | 3        |
| フェイエノールト       | 1997-1998    | エールディヴィジ | 7        | 0        |
| フェイエノールト       | 1998-1999    | エールディヴィジ | 0        | 0        |
| フェイエノールト       | クラブ通算   | クラブ通算       | 138      | 15       |
| キャリア通算           | キャリア通算 | キャリア通算     | 286      | 37       |

## 監督成績
2022年4月22日現在
| クラブ                 | 就任          | 退任          | 記録 | 記録 | 記録 | 記録 | 記録 | 記録 | 記録   | 記録   |
| クラブ                 | 就任          | 退任          | 試合 | 勝   | 分   | 負   | 得点 | 失点 | 得失点 | 勝率 % |
| ---------------------- | ------------- | ------------- | ---- | ---- | ---- | ---- | ---- | ---- | ------ | ------ |
| ADOデン・ハーグ        | 2014年2月5日  | 2016年6月13日 | 82   | 25   | 30   | 27   | 117  | 120  | −3     | 030.49 |
| フィテッセ             | 2016年6月13日 | 2018年4月11日 | 78   | 33   | 19   | 26   | 124  | 96   | +28    | 042.31 |
| スパルタ・ロッテルダム | 2018年7月1日  | 2022年4月24日 | 139  | 51   | 37   | 51   | 205  | 198  | +7     | 036.69 |
| 合計                   | 合計          | 合計          | 299  | 109  | 86   | 104  | 446  | 414  | +32    | 036.45 |

## タイトル

### 選手
フェイエノールト
- エールディヴィジ : 2回 (1992-93, 1998-99)
- KNVBカップ : 4回 (1990-91, 1991-92, 1993-94, 1994-95)
- ヨハン・クライフ・スハール : 1回 (1991)

### 監督
フィテッセ
- KNVBカップ : 1回 (2016-17)